# Il quarto uomo (film 1983)
Il quarto uomo (De vierde man) è un film del 1983 diretto da Paul Verhoeven.
Pellicola thriller tratta dal romanzo omonimo di Gerard Reve, con protagonisti Jeroen Krabbé e Renée Soutendijk.

## Trama
Un romanziere alcolizzato e bisessuale, Gerard Reve, lascia Amsterdam per tenere una conferenza a Flessinga presso la Vlissingen Literary Society, dove viene attratto e sedotto dall'affascinante tesoriera della società, la bionda e androgina Christine Halsslag. Tormentato da visioni terrificanti e da sospetti su questa donna misteriosa, Gerard scopre la terribile verità su di lei in un crescendo di violenza.
Gerard diventa in breve tempo l'amante di Christine, che scoprirà essere già tre volte vedova di tre mariti morti in circostanze sospette. La donna appare a volte come una strega, altre come una vedova nera, una Dalila o addirittura il diavolo. Gerard ha poi delle visioni attraverso le quali gli appare Maria, la madre di Gesù. La Madonna gli rivela che lui è la quarta vittima designata. Maria dice: "Chi riceve un avvertimento deve ascoltarlo". Gerard lo ascolta e la sua vita è salva. Comunica quindi lo stesso avvertimento a Herman, l'altro giovane e aitante amante di Christine, che invece ignora volutamente l'avviso pensando che Gerard stia astutamente cercando di spaventarlo, così da avere Christine tutta per sé. Alla fine Herman muore in modo atroce, trafitto da un palo in un occhio mentre si trova in auto con Gerard; Christine sceglie infine la sua quinta vittima mentre Gerard, ricoverato in una clinica per lo shock subìto, ha davanti a sé un futuro delirante e incerto.

### Temi

#### Misoginia
Nei titoli di testa e di coda del film appare l'immagine del ragno femmina che si unisce al maschio e lo divora nell'atto sessuale.

#### Omosessualità
Il film è stato accusato di omofobia. La relazione omosessuale di Gerard con Herman è infatti caratterizzata da egoismo, litigiosità e violenza. Gerard inoltre viene descritto come un pedofilo, alcolizzato, taccheggiatore, voyeur e pieno di disprezzo verso i suoi lettori.

#### Religione
Nel film compaiono costanti riferimenti alla religione cattolica, in particolare nelle seguenti scene:
- Gerard brinda alla statua della Vergine Maria prima di bere il primo bicchiere la mattina.
- Un cartello alla stazione ferroviaria dice "Jesus is Everywhere" (Gesù è ovunque)
- Sul treno c'è un poster con Sansone e Dalila
- Una donna sul treno tiene la buccia di una mela sulla testa di suo figlio a mo' di aureola.  Sulla maglietta del bambino è scritto "Daddy's boy" (figlio di papà).
- Durante la conferenza una persona chiede a Gerard: "Lei si definisce un cattolico ortodosso, giusto? Come può un uomo sensato nel mondo scientifico definirsi cattolico oggi?" e Gerard risponde: "Come può un uomo sensato dire di non essere cattolico. Cattolico non significa stupido. Un cattolico deve essere sempre consapevole del fantastico. La ricerca e il progresso sono sottoprodotti della fantasia.  Dunque il mondo della scienza deve essere cattolico".

## Distribuzione
La première de Il quarto uomo si tenne nei Paesi Bassi il 24 marzo 1983. Negli anni successivi, il film venne distribuito in gran parte del mondo; negli Stati Uniti uscì il 15 novembre ed in Italia nel marzo 1985.

### Divieti
A causa di numerosi riferimenti al sesso (incluse la masturbazione, l'orgasmo, l'omosessualità e la pedofilia), di alcune scene di amplessi, nudo o semi-nudo il film ebbe dei divieti in molti paesi.
- Islanda - Vietato ai minori di 16 anni
- Corea del Sud - Vietato ai minori di 18 anni
- Argentina - Vietato ai minori di 18 anni
- Paesi Bassi - Vietato ai minori di 12 anni
- Germania Ovest - Vietato ai minori di 18 anni
- Regno Unito - Vietato ai minori di 18 anni